# Textilní síť
Síť je průhledná plošná textilie s vazbou z pravidelných otvorů.

## Z historie sítí
Zhotovování sítí patří k nejstarším rukodělným technikám (viz snímek zbytku sítě z mladší doby kamenné). Archeologické nálezy z roku 2018 v jedné korejské jeskyni dokazují (podle univerzity Yonsei), že se rybářské sítě používaly už před 19 000 lety.
První stroje na vázání (uzlování) sítí se objevily na přelomu 18. a 19. století. Z tohoto období se zachoval např. nákres Jacquardova aparátu z roku 1804 (nákres v galerii snímků). Asi od poloviny 19. století se vyráběly sítě průmyslovým způsobem na bobinetech a od 2. poloviny 20. století na speciálně konstruovaných tkacích a splétacích strojích a především na rašlech. V 21. století se vyrábějí textilní sítě v mnoha formách s použitím na různých úsecích ekonomiky. Číselné údaje o celosvětovém rozsahu použití jsou známé jen ze sektoru zemědělství, pro který bylo v roce 2010 vyrobeno asi 1,8 milionů tun síťovin.

## Ručně zhotovené sítě
U ruční výroby sítí uzlováním se často rozlišují dvě techniky:
- Síťování (angl.: netting), kde se tvoří oka a uzly z jedné niti, která prochází celou sítí. K práci se používá síťovací jehla (snímek v Galerii) a pomocné dřívko, nitě z přírodních nebo umělých vláken skané nebo spletené do provazů.

Tkalcovský uzel

- Vázání (angl. knitting) se liší od síťování tím, že se spolu zauzluje řada nití nebo provazů vedle sebe.

Sítě se dají zhotovovat z velkého množství různých druhů uzlů (liščí, hadí, pythonový atd.), pro tvar (čtvercový, obdélníkový trojúhelníkový) a velikost ok existuje mnoho možností.
Pevnost (soudržnost) uzlů se udává s 50 až 80 % pevnosti skaných nití. Odolnost proti oděru v závislosti na použitém materiálu: Ve srovnání s bavlněnou přízí má např. konopná příze a polyesterový filament trojnásobnou pevnost a polyamidový filament 4 až 5 násobnou.
Použití: původně hlavně na rybářské sítě, v 21. století většinou jako hobby
- Ručně háčkované sítě tvoří často část háčkovaných vzorů menších deček, záclonek a pod. Háčkování se většinou provozuje jako hobby, výrobky jsou jen ojediněle nabízeny k prodeji.[7]

## Strojová výroba sítí

### Vázací (uzlovací) stroje
Strojní vázání (uzlování) se provádí asi od konce 19. století na zařízeních podobné konstrukce jako jsou bobinety. Síť sestává ze systému dvou nití, tj. z osnovy a z útku. Útkové niti jsou navinuty na drobných cívečkách uložených v plochých čluncích, jejichž počet je shodný s počtem osnovních nití. Při každé otáčce stroje se člunek pohybuje kolmo k osnově a nitě se s pomocí speciální háčkové jehly formují tak, že se z nich vytvoří tkalcovský uzel a po celé pracovní šířce stroje vzniká čtvercová síťová struktura.

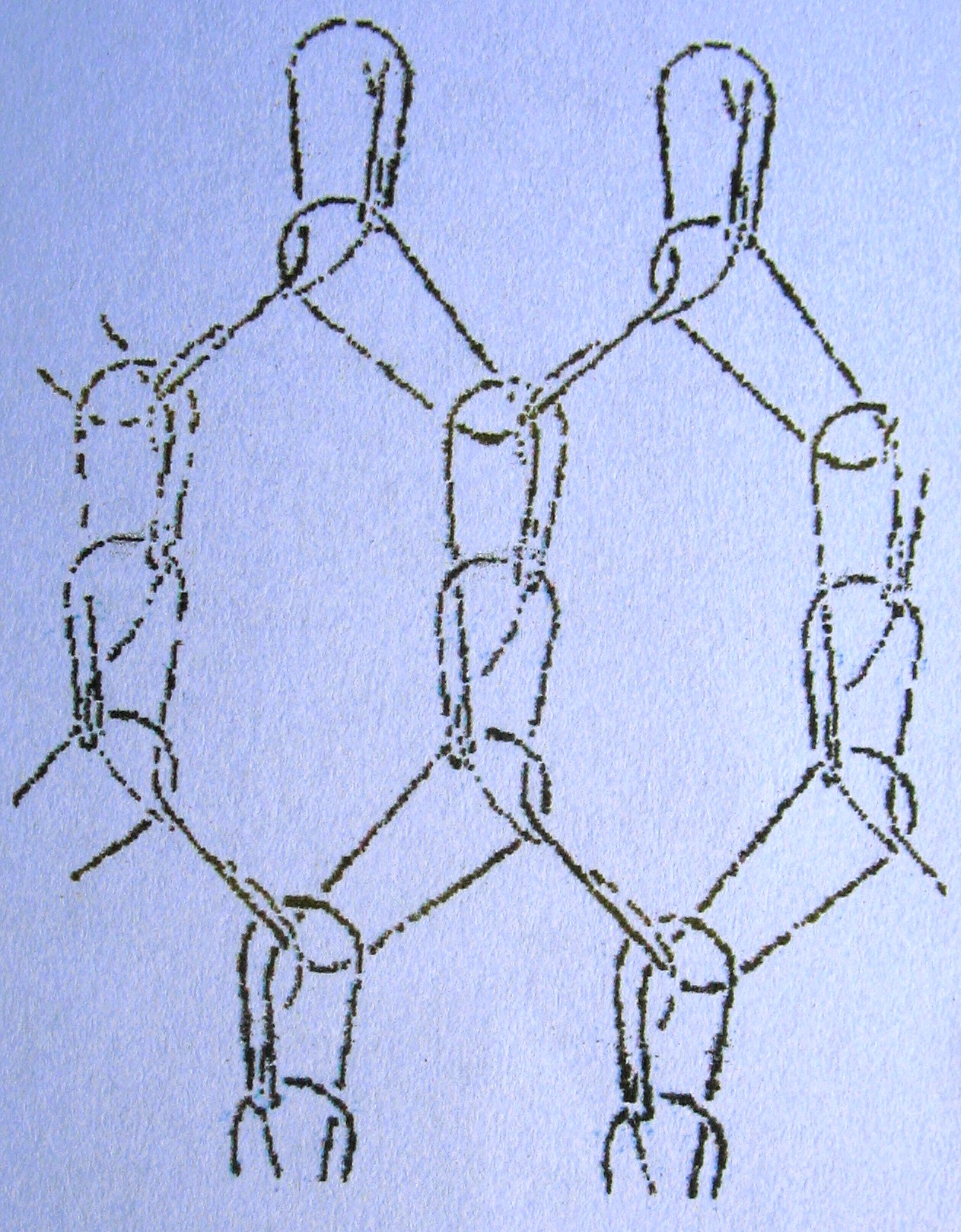
Schéma filetové vazby

Stroje se stavějí s pracovní šířkou do 8 metrů s hustotou uzlů až 10/cm při maximálních otáčkách 22 /min. Sítě se vyrábějí ze skaných (až 12x) filamentových přízí z polyethylenu a polyamidu k výhradnímu použití na rybolov.

### Bezuzlové sítě

Schéma zkříženého proplétání

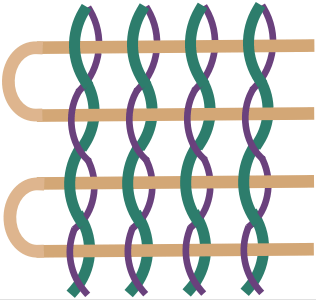
Princip perlinkové vazby tkaniny

- Rašlové sítě se vyrábějí ze syntetických filamentů i přírodních materiálů nejčastěji v tylové nebo filetové vazbě (viz nákres vpravo).[10]

Rašlové sítě jsou pevnější v tahu a v oděru než uzlované výrobky, spojnice u rybářských sítí jsou však o něco tlustší a rašlové sítě mohou být dražší než uzlované.
Stroje jsou konstruovány v mnoha variantách přizpůsobených použití sítí – od nejjemnějšího dělení (12,6 jehel/cm) např. pro podklady (půdice) na paličkované krajky přes sportovní, obalové, bezpečnostní, rybářské sítě, geosítě až po sítě k přepravě velmi těžkých předmětů (z dyneemy nebo z kevlaru) aj. Stroje se stavějí s pracovní šířkou do cca 6,5 metru s výkonem do 600 obr./ min. 
- Zkříženě proplétané sítě

Bezuzlové sítě japonské firmy Nitto Seimo se vyrábějí proplétáním skaných filamentů technikou znázorněnou na nákresu vpravo. Předností těchto sítí je jen nepatrné snížení pevnosti ve spojnicích nití. Údaje o konstrukci a výkonu zařízení nebyly dosud (2018) publikovány. Stroje se začaly vyrábět v roce 1925, sítě tohoto druhu nahradily v 21. století v japonském rybolovu uzlované i rašlové výrobky.
- Sítě tkané perlinkovou vazbou

Princip perlinkové vazby tkanin, známý už od starověku, je naznačen na nákresu vpravo dole. Dvě sousední osnovní niti se vzájemně překřižují a tak fixují polohu útku v řídkých tkaninách.
V 21. století jsou zařízení k tvorbě perlinkové vazby adaptována např. na pneumatických i hydraulických tkacích strojích, které se staví s pracovní šířkou do 540 m s výkonem až 720 obr./min.
Dají se na nich vyrábět velmi jemné sítě s maximální dostavou osnovy 30 nití na centimetr. Známé je použití tkaných sítovin např. jako záclonovina, voál i jako geotextilie.
- Sítě ze zátažných pletenin

Vyrábějí se na okrouhlých i plochých pletacích strojích v jednolícní vazbě přenášením oček.
Síťovina z plochých strojů se používá na svrchní ošacení.
Okrouhlé stroje jsou konstruovány na obaly, bandáže a jiné technické textilie nebo na módní punčochové zboží (petinet, fishnet). Stavějí se s průměrem asi do 360 mm, s cca 2 jehlami/cm při výkonu do 600 obr./min. 
- Paličkovaná síť

Strojově paličkované sítě se dají vyrábět na bobinetových strojích. Síť zde vzniká ovíjením osnovních nití dvěma útky.
Bobinetové stroje se v posledních letech používají jen k malosériové výrobě speciálně vzorovaných a technických síťovin.
- Strojově háčkované sítě

se zhotovují na galonových strojích. Stroje jsou konstruovány k výrobě háčkovaných stuh a podobného úzkého zboží. S pomocí vzorovacího zařízení je možné na stroji vytvářet síťové struktury, které se používají zejména na lemování stuh.

## Galerie sítí

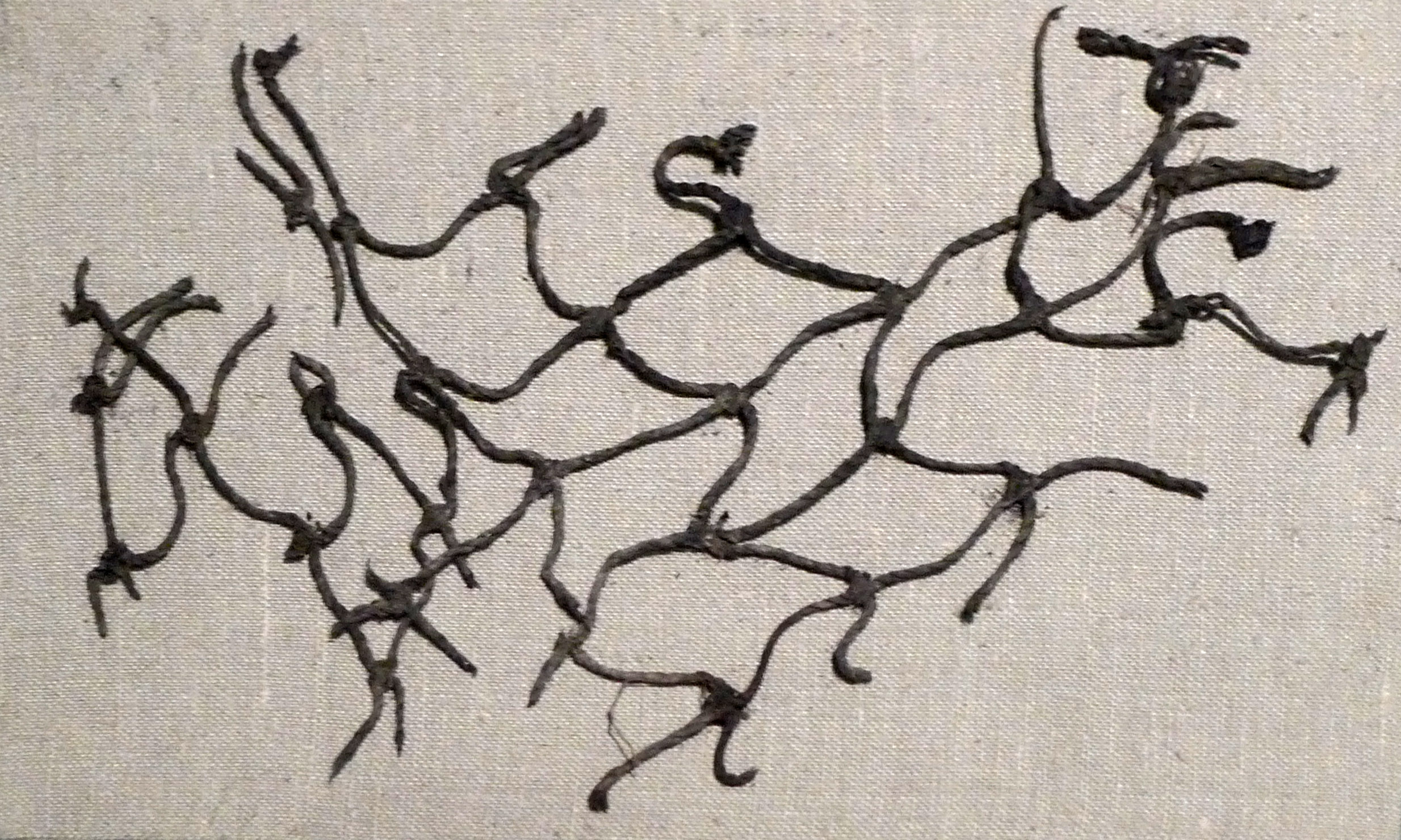
Zbytky rybářské sítě asi osm tisíc let staré
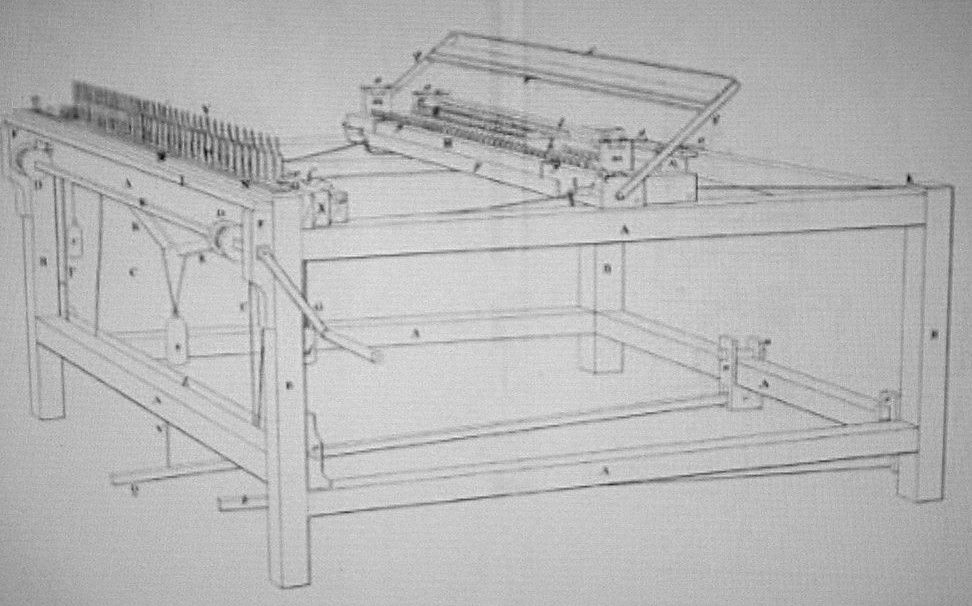
Nákres Jacqurdova uzlovacího stroje (1804)
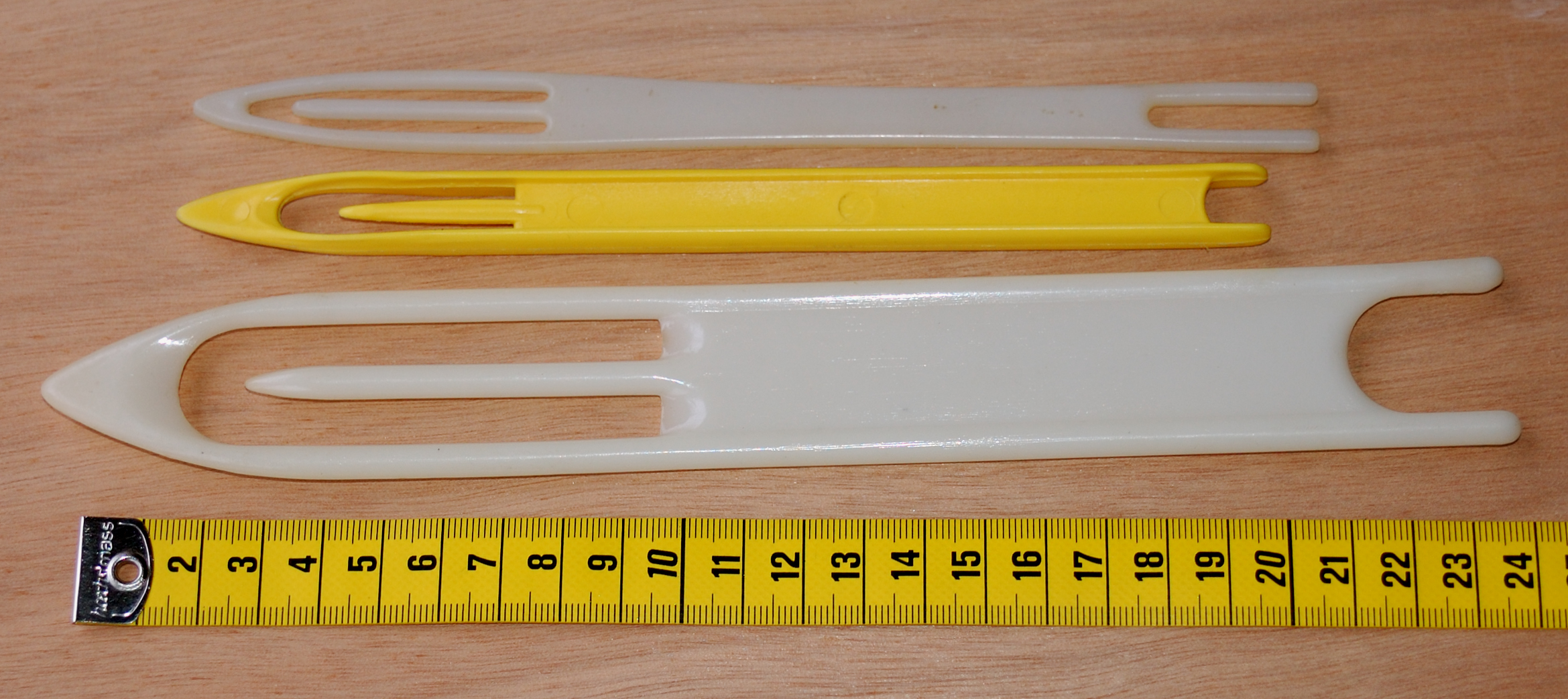
Síťovací jehlice
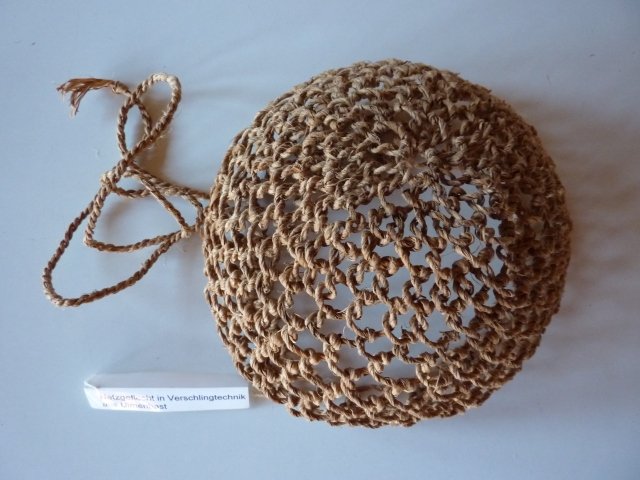
Ručně vázané lípové lýko
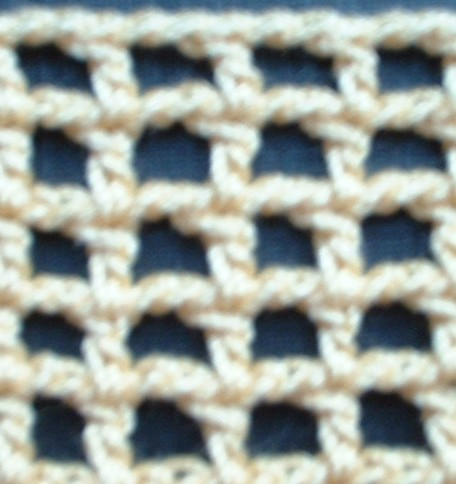
Ručně háčkovaná síť z bavlněné příze
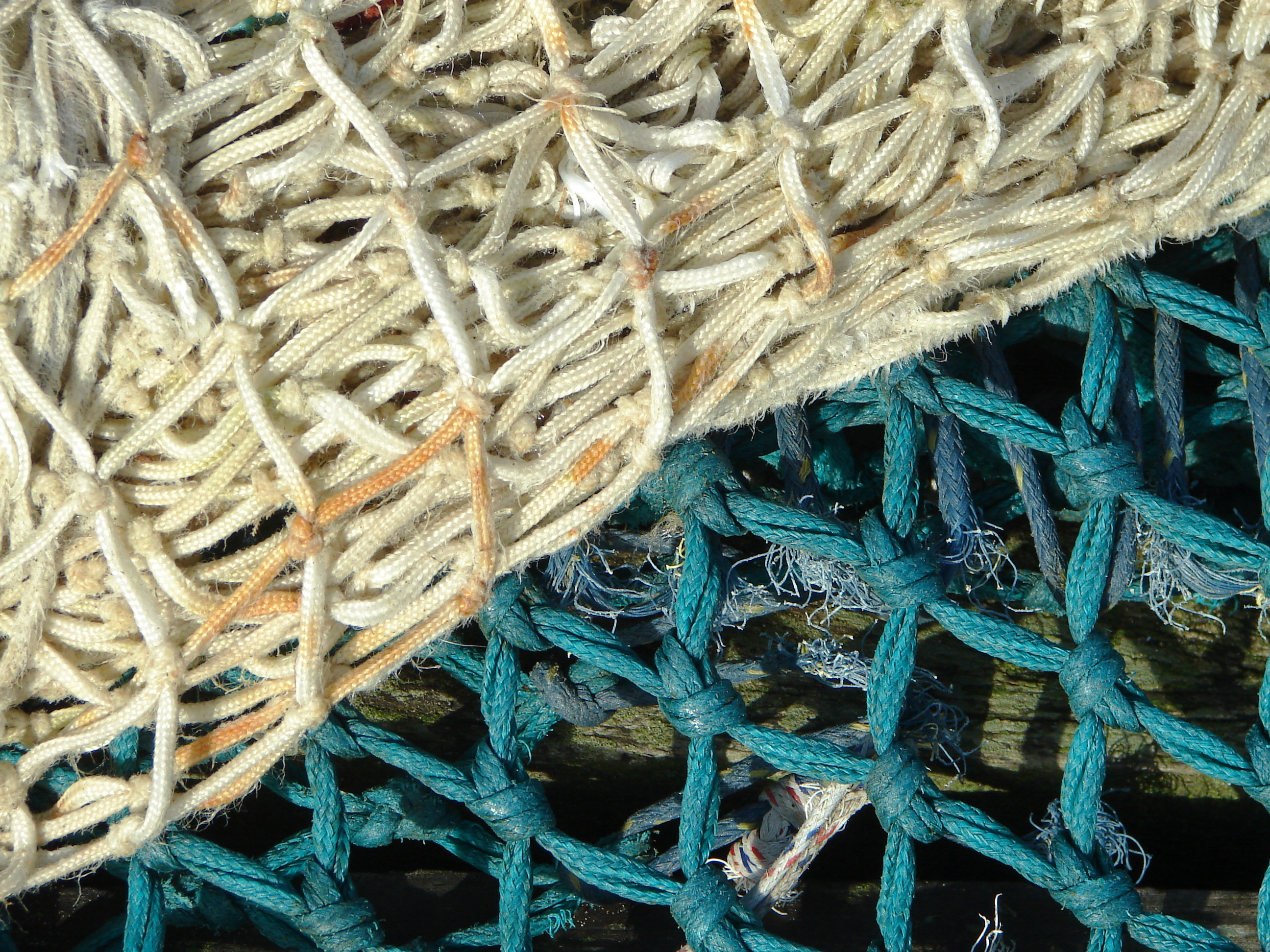
Jednoduchý a dvojitý uzel na rybářských sítích
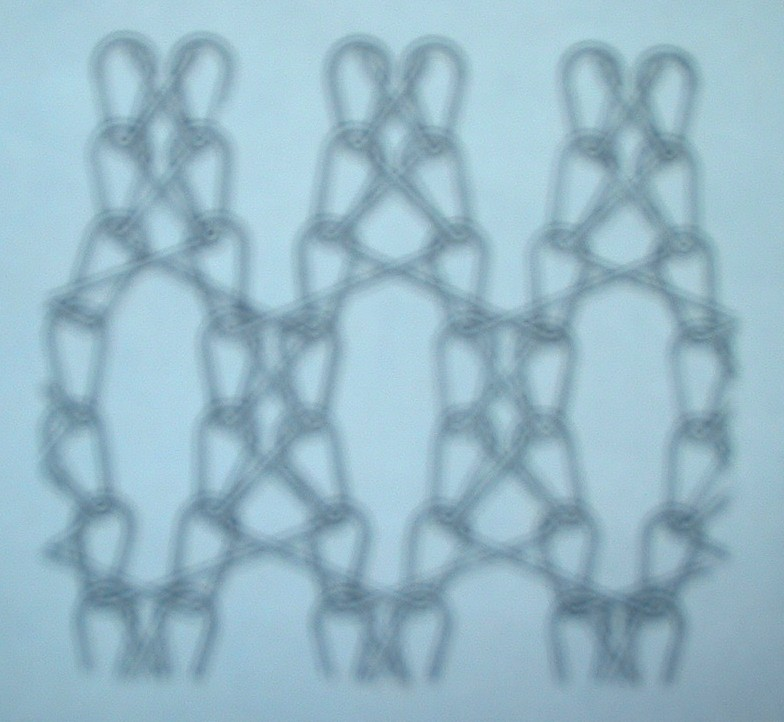
Struktura rašlové sítě s filetovou vazbou
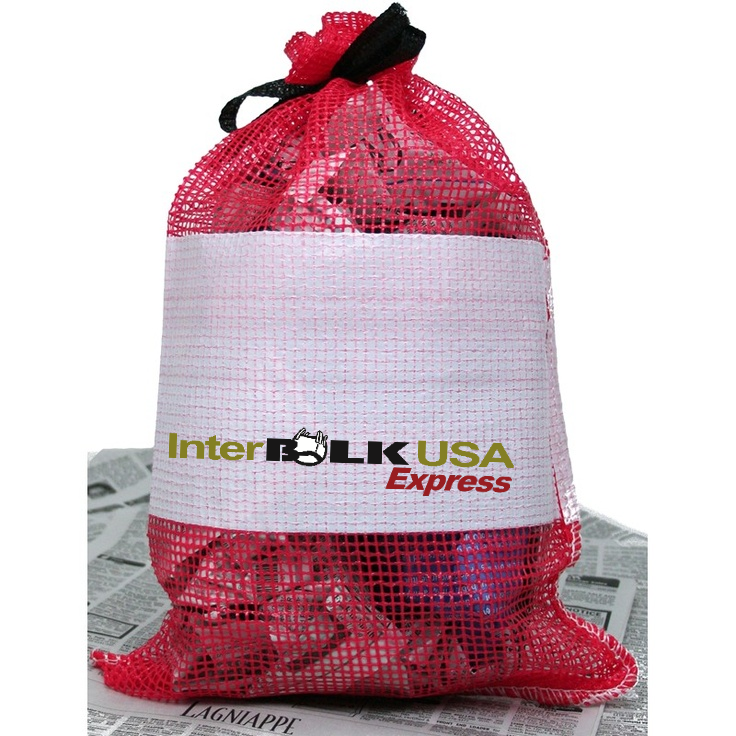
Tkaná síťovina
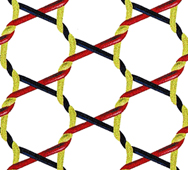
Struktura bobinetu
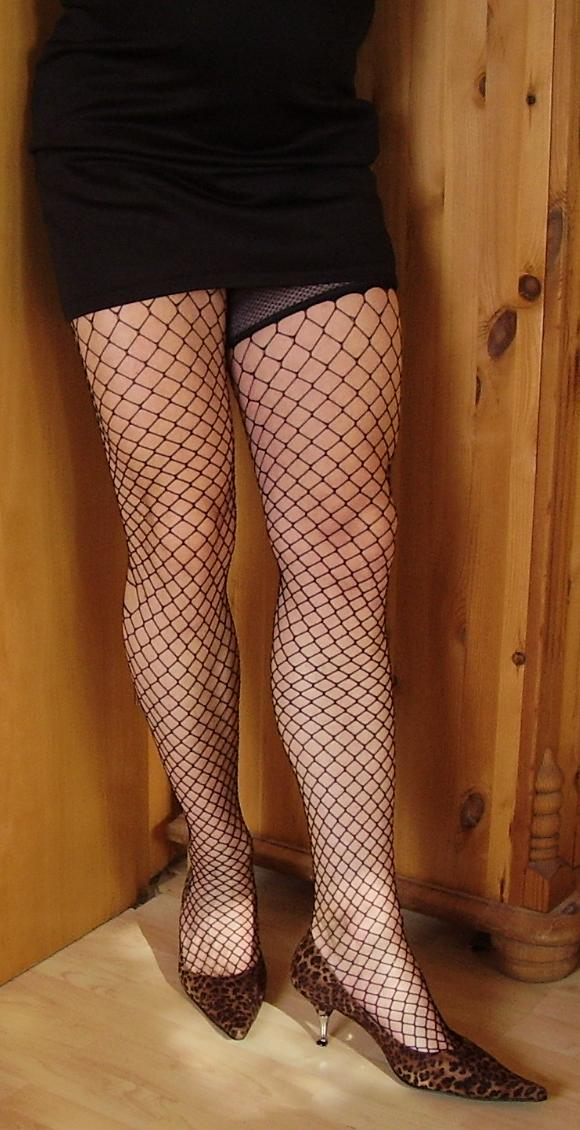
Síťové punčochy z polyamidu